# Hōkoku-ji
Hōkoku-ji (報国寺?) è un vecchio tempio nella scuola Kenchō-ji della setta Rinzai del Buddismo Zen situato a Kamakura, in Giappone. Famoso per il suo giardino di bambù, è anche conosciuto come "Tempio di bambù".
Una statua del Gautama Buddha, chiamata Shaka Nyorai in giapponese, in una sala sacra è l'immagine principale del tempio. The original of a statue of Sho Kan'non is on display at the Kamakura Museum of National Treasures. Il tempio è talvolta chiamato Takuma-dera dopo che una statua di Kashyap di un artista fu distrutta da un incendio nel 1891 in una sala adiacente.
Il tempio è il n.10 del pellegrinaggio di Kamakura dei 33 Kannon. I motivi coprono circa 13 000 metri quadri.

## Storia
Il tempio di famiglia di entrambi i clan Ashikaga e Uesugi, l'Hōkoku-ji fu fondato dal sacerdote Tengan Eko nel 1334 (il primo anno dell'era Kenmu) per commemorare Ashikaga Ietoki, nonno di Ashikaga Takauji il primo shogun dello shogunato Ashikaga.
Conosciuto postumo dal suo nome buddista Butsujo Zenji, Eko era un membro della scuola letteraria Zen delle Cinque Montagne. I libri prodotti dagli insegnamenti buddisti e gli intagli dei sigilli di legno dei suoi nomi "Tengan" ed "Eko" sono importanti proprietà culturali e sono nel Museo di Kamakura presso il santuario shintoista Tsurugaoka Hachiman-gū. Altri tesori di proprietà del tempio includono un dipinto su seta di Zaichū Kōen risalente al 1388, un dipinto di Arhat di epoca Muromachi e un paio di dipinti di fiori e uccelli provenienti dalla Cina Ming, sono tutte Proprietà culturali prefettizie conservate nello stesso museo; un certo numero di ulteriori lavori sono stati designati per la protezione a livello comunale.
Le ceneri della famiglia Ashikaga, tra cui Ietoki e Yoshihisa, entrambe morte tramite seppuku (Yoshihisa aveva solo 13 anni), sono state sepolte nelle grandi caverne nella parte occidentale del tempio.
Il Grande terremoto del Kantō del 1923 distrusse la maggior parte delle strutture del tempio, incluso il tetto di paglia originale nella sala principale. Un tetto simile è mantenuto sul campanile oggi. La maggior parte delle strutture del tempio sono state ricostruite.
Vicino al campanile, vi sono delle torri commemorative a cinque livelli chiamate gorintō che commemorano le migliaia di guerrieri che furono uccisi nella battaglia del 1333 a Kamakura e che segnò la fine del regno da parte del clan Hōjō.

## Il boschetto di bambù
Un ex accesso dietro la sala principale era un'area di addestramento dove anche Butsujo Zenji scriveva delle poesie. Oggi è un boschetto o una foresta di circa 2000 mōsō di bambù. Il sito ha una piccola casa da tè o chashitsu che è popolare tra i turisti.

## Galleria d'immagini

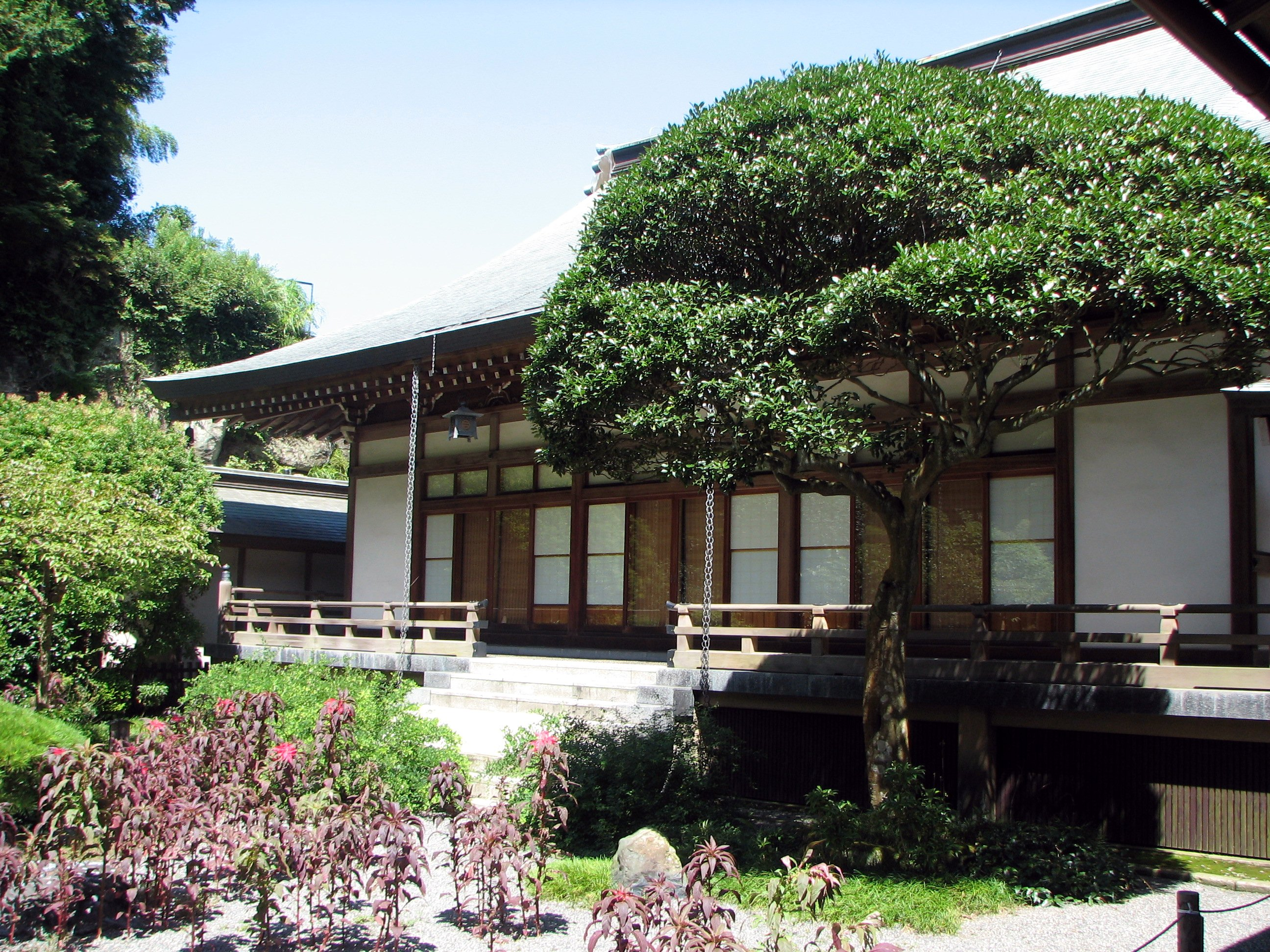
Strutture del tempio
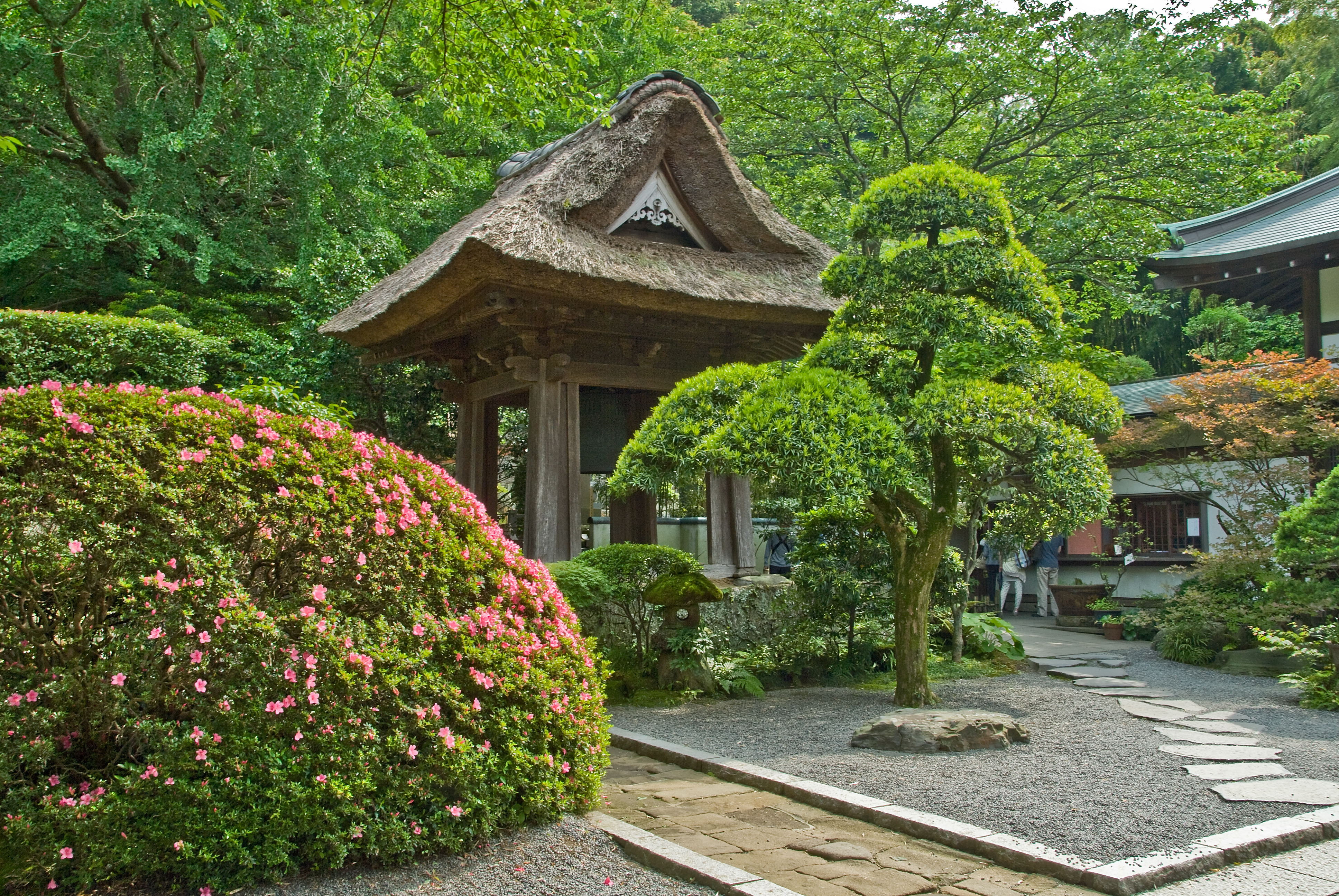
Il campanile con il suo tetto di paglia
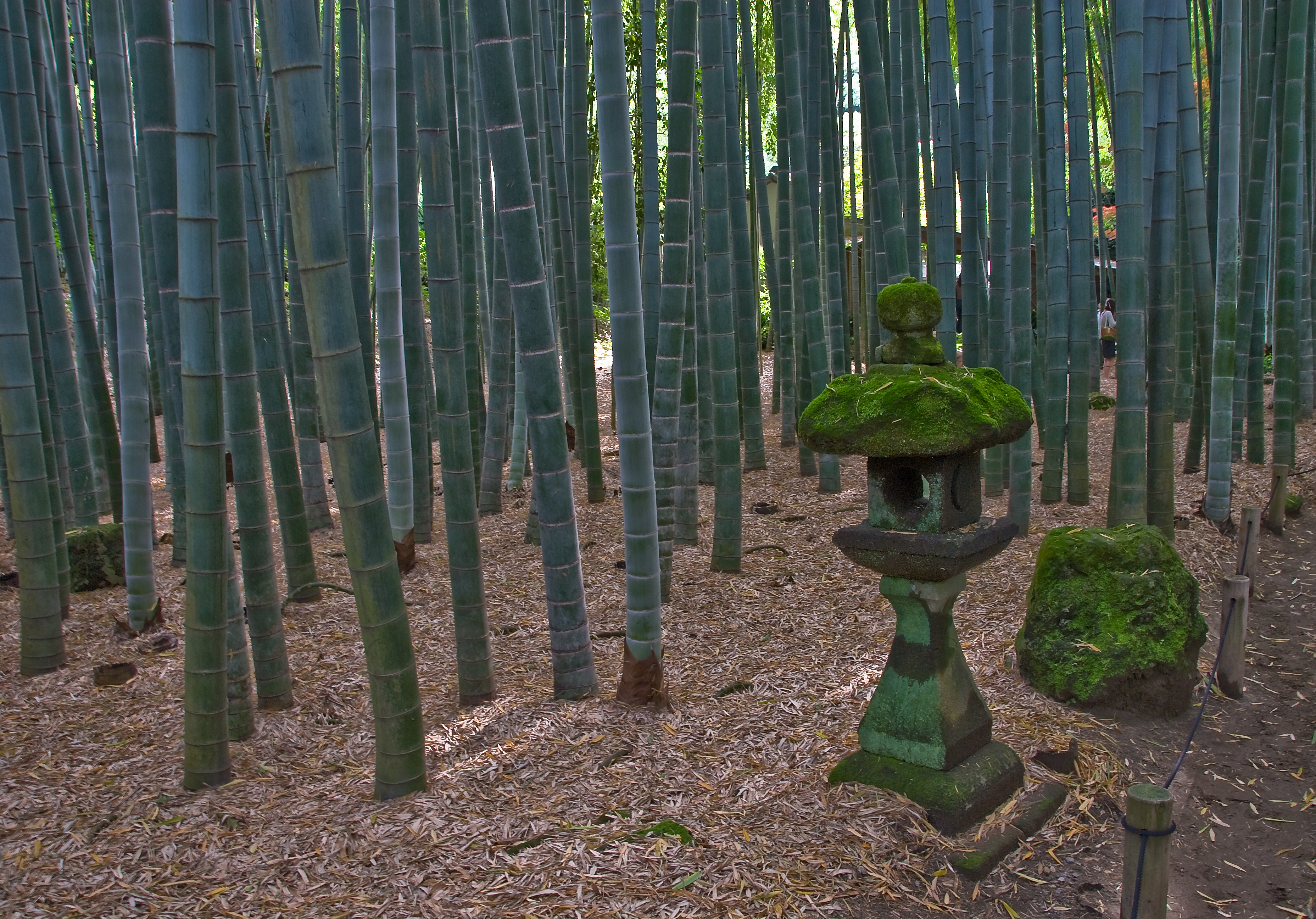
Lanterna di pietra nella foresta di bambù
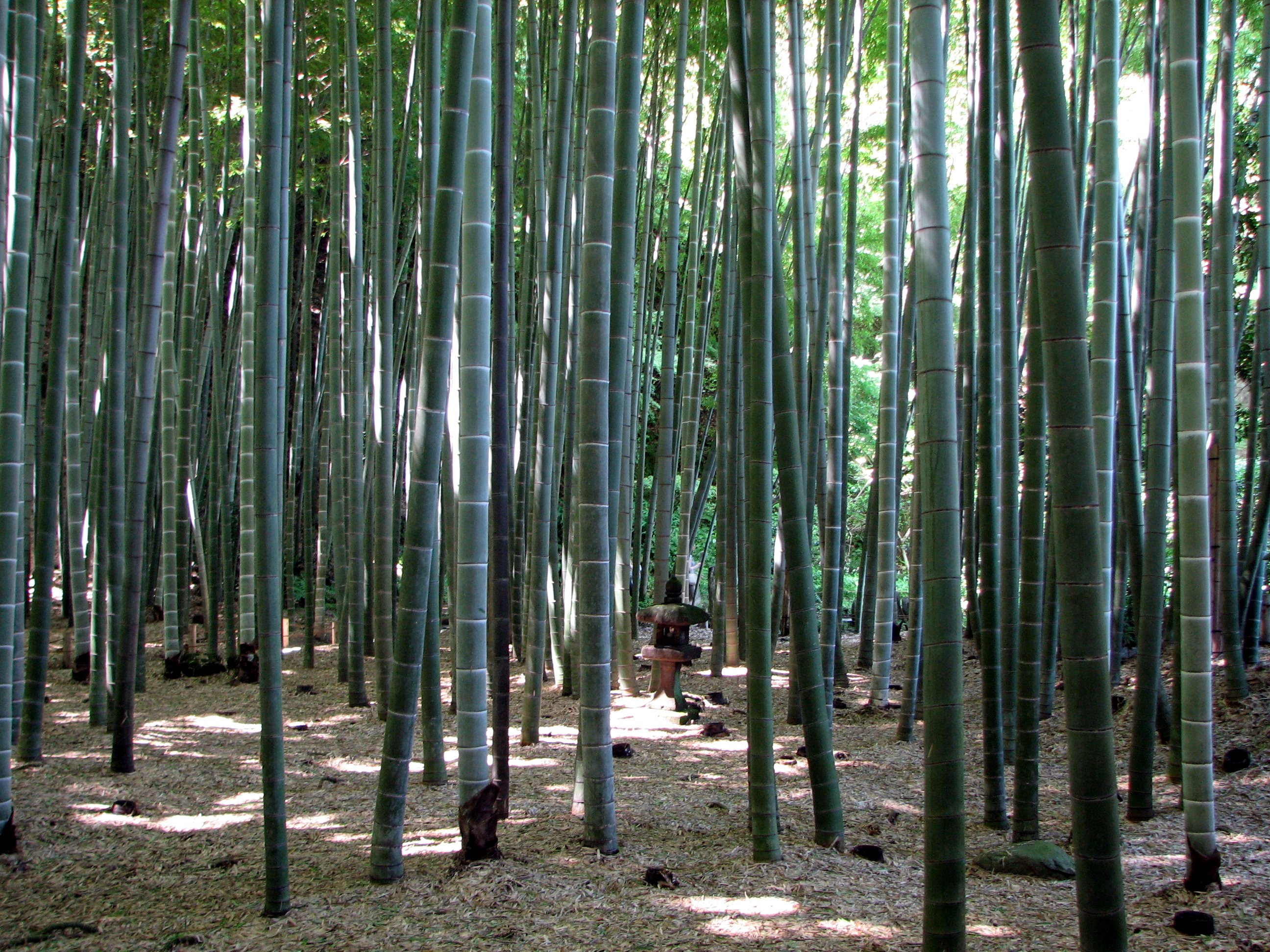
Bosco di bambù
- Un video dentro la foresta